# Maria Grazia Cogoli
Maria Grazia Cogoli (Castrezzato, 11 ottobre 1962) è una marciatrice italiana.
È stata tre volte campionessa italiana assoluta e vinse diverse medaglie a livello nazionale. Vanta 12 presenze nella nazionale italiana assoluta.
Dopo la carriera nella categoria seniores, continua a gareggiare nella categoria master.

## Campionati nazionali
- 1 volta campionessa italiana assoluta della marcia 10 km (1985)
- 2 volte campionessa italiana assoluta della marcia 5000 metri (1985, 1986)

1982
- Bronzo ai campionati italiani assoluti di atletica leggera, marcia 5000 metri

1983
- Argento ai campionati italiani assoluti di atletica leggera indoor, marcia 3000 metri
- Argento ai campionati italiani assoluti di atletica leggera, marcia 5000 metri

1984
- Argento ai campionati italiani assoluti di atletica leggera indoor, marcia 3000 metri
- Argento ai campionati italiani assoluti di atletica leggera, marcia 5000 metri
- Argento ai campionati italiani assoluti di atletica leggera, marcia 10 km

1985
- Argento ai campionati italiani assoluti di atletica leggera indoor, marcia 3000 metri
- Oro ai campionati italiani assoluti di atletica leggera, marcia 10 km - 49'56"
- ai campionati italiani assoluti di atletica leggera, marcia 5000 metri - 23'50"04

1986
- Argento ai campionati italiani assoluti di atletica leggera indoor, marcia 3000 metri
- Oro ai campionati italiani assoluti di atletica leggera, marcia 5000 metri - 23'08"68

1988
- 11ª ai campionati italiani assoluti di atletica leggera, marcia 5000 metri
- 11ª ai campionati italiani assoluti di atletica leggera, marcia 10 km

1989
- 6ª ai campionati italiani assoluti di atletica leggera, marcia 5000 metri

1990
- 4ª ai campionati italiani assoluti di atletica leggera, marcia 5000 metri
- 5ª ai campionati italiani assoluti di atletica leggera, marcia 10 km

1991
- 6ª ai campionati italiani assoluti di atletica leggera indoor, marcia 3000 metri
- Bronzo ai campionati italiani assoluti di atletica leggera, marcia 5000 metri
- 4ª ai campionati italiani assoluti di atletica leggera, marcia 10 km

1992
- Bronzo ai campionati italiani assoluti di atletica leggera, marcia 5000 metri
- 4ª ai campionati italiani assoluti di atletica leggera, marcia 10 km
- 5ª ai campionati italiani assoluti di atletica leggera, marcia 20 km

1995
- 5ª ai campionati italiani assoluti di atletica leggera, marcia 20 km

1996
- 11ª ai campionati italiani assoluti di atletica leggera, marcia 5000 metri
- 8ª ai campionati italiani assoluti di atletica leggera, marcia 20 km

1997
- 10ª ai campionati italiani assoluti di atletica leggera, marcia 10 km
- 10ª ai campionati italiani assoluti di atletica leggera, marcia 20 km

## Altre competizioni internazionali
1983
- 22º alla Coppa del mondo di marcia, 10 km

1985
- 16ª alla Coppa del mondo di marcia, 10 km

1991
- 38ª alla Coppa del mondo di marcia, 10 km